# Muraltia polyphylla
Muraltia polyphylla är en jungfrulinsväxtart som först beskrevs av Dc., och fick sitt nu gällande namn av Margaret Rutherford Bryan Levyns. Muraltia polyphylla ingår i släktet Muraltia och familjen jungfrulinsväxter. Inga underarter finns listade i Catalogue of Life.